# Salza di Pinerolo
Salza di Pinerolo ou également dit Salza du Bufie di Bartols .(en français Salze-de-Pignerol) est une commune de la ville métropolitaine de Turin dans le Piémont en Italie.

## Culture

### Particularisme linguistique
La commune de Salza di Pinerolo, en application de la loi n. 482, du 15 décembre 1999, a déclaré appartenir à la minorité culturelle de langue française et à la minorité culturelle de langue occitane.

## Administration
| Période                                  | Période  | Identité          | Étiquette    | Qualité |
| ---------------------------------------- | -------- | ----------------- | ------------ | ------- |
| 14 juin 2004                             | En cours | Franco Sanmartino | Lista Civica |         |
| Les données manquantes sont à compléter. |          |                   |              |         |

### Hameaux
L'habitat principal est divisé en plusieurs hameaux, Didiero, Campoforano, Coppi, Serre, Inverso et Meinieri (Meynier), auxquels viennent s'ajouter les hameaux détachés de Fontane et Serrevecchio.

### Communes limitrophes
Pragela, Massello, Perrero, Prali

### Évolution démographique
Habitants recensés